# Парабен
Парабени су класа супстанце која се широко користе као конзерванси у козметичкој и фармацеутској индустрији. Парабени су ефикасни конзерванси укључени у многим формулама. Ова једињења и њихове соли се пожељно користе због њихове антибактеријских и фунгицидних својстава. 
Они се могу наћи у шампонима, пјенама за бријање, геловима, лубрикантима, маскарама и пастама за зубе. Такође, парабени се користе и као додаци исхрани.